# Ojaäärse
Ojaäärse – wieś w Estonii, prowincji Rapla, w gminie Märjamaa.